# Бугуруслан (городской округ)
Бугуруслан или город Бугуруслан — административно-территориальная единица (город) и одноимённое муниципальное образование (городской округ) в Оренбургской области Российской Федерации. 
Административный центр — город Бугуруслан.

## География
Городской округ расположен в северо-западной части Оренбургской области, со всех сторон окружён территорией Бугурусланского района. 

## История
29 декабря 2001 года в соответствии с Законом Оренбургской области № 395/359-II-ОЗ в состав муниципального образования город Бугуруслан включены 6 сельских населённых пунктов.
21 июня 2004 года в соответствии с Законом Оренбургской области № 1155/179-III-ОЗ муниципальное образование город Бугуруслан Оренбургской области наделено статусом городского округа.

## Население
| 2002    | 2003    | 2004    | 2009    | 2010    | 2012    | 2013    | 2014    | 2015    |
| ------- | ------- | ------- | ------- | ------- | ------- | ------- | ------- | ------- |
| 54 313  | ↘54 200 | ↘53 700 | ↘52 515 | ↘50 226 | ↘50 110 | ↗50 407 | ↗50 411 | ↘50 305 |
| 2016    | 2017    | 2018    | 2019    | 2020    | 2021    |         |         |         |
| ↘50 276 | ↘50 004 | ↘49 654 | ↘49 075 | ↘48 940 | ↘43 930 |         |         |         |

## Состав городского округа
| № | Населённый пункт  | Тип населённого пункта        | Население |
| - | ----------------- | ----------------------------- | --------- |
| 1 | 1273 км           | разъезд                       | 16        |
| 2 | Бугуруслан        | город, административный центр | ↘43 593   |
| 3 | Затон             | посёлок                       | 193       |
| 4 | Новая Степановка  | посёлок                       | 5         |
| 5 | Озёровка          | посёлок                       | 216       |
| 6 | Савруха           | разъезд                       | 40        |
| 7 | Старая Степановка | посёлок                       | 15        |

Также на территории городского округа ранее существовало село Александровка.